# Katholieke Scholengemeenschap De Breul
De Katholieke Scholengemeenschap De Breul is een katholieke middelbare school voor vmbo-tl, havo, atheneum en gymnasium in Zeist. Het is een van de door de jezuïeten gestichte colleges in Nederland.
Sinds 1 januari 2020 heeft De Breul het predicaat Technasium en Vecon Bussines School

## Geschiedenis

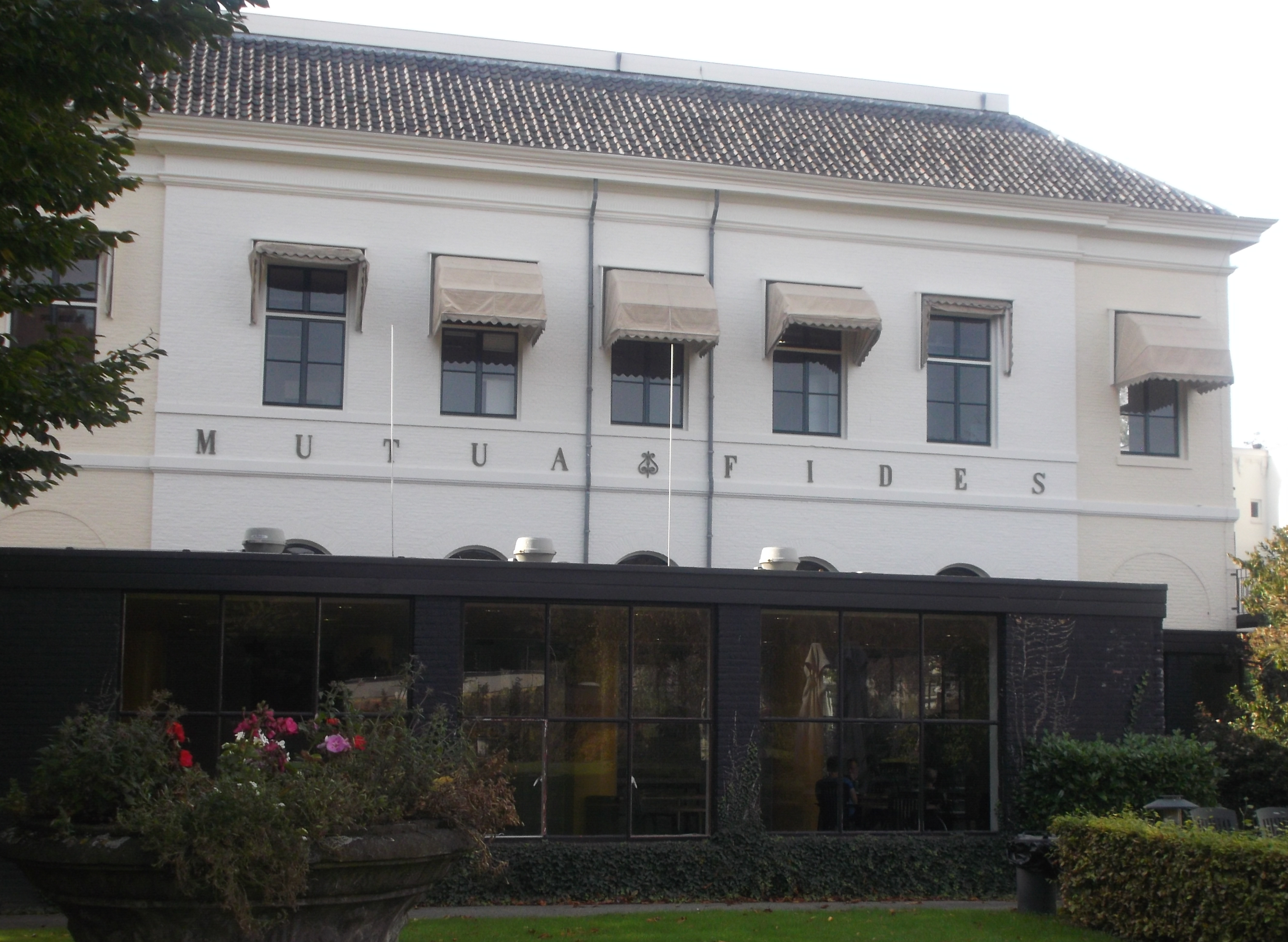
"Mutua Fides", het motto van de school op het oorspronkelijke gebouw in Katwijk aan den Rijn, gebouwd in 1722

De school begon als een internaat voor katholieke jongens, in 1831 gevestigd in Katwijk aan den Rijn door Cornelius Ludovicus de Wijkerslooth en in 1842 overgedragen aan de jezuïetenorde. De school stond bekend als Sint-Willibrorduscollege, genoemd naar Sint-Willibrord, de "apostel der Lage Landen". Na verhuizingen naar Den Haag (in 1928), Noordwijkerhout (in 1941) en Gulpen (in 1943) streek het internaat in 1946 neer op De Breul, een landgoed tussen Zeist en Driebergen. In 1953 kwam er een nieuw gebouw, dat heden als zijgebouw dient. Op dit gebouw staan nog steeds de Latijnse woorden Mutua Fides (wederzijds vertrouwen), die als motto dienen voor de school.
Tot 1981 bleef aan De Breul een katholiek internaat verbonden, met plaats voor 150 jongens. Meisjes zijn echter al vanaf 1966-1967 als externen tot de school toegelaten. Nadat het jezuïetengymnasium in 1968 was gefuseerd met een katholieke jongens- en een katholieke meisjes-ULO uit Zeist en met de havo-bovenbouw van de katholieke Pedagogische Academie St.-Jozef, kwamen de meisjes in groteren getale. De school bleef groeien en nadat een tijd lang gebruik werd gemaakt van drie verschillende locaties en nog een aantal noodgebouwen, werd in 1980 het huidige schoolgebouw geopend.
Gedurende de jaren 80 namen de laatste jezuïeten afscheid als docent. De school is in de loop van de jaren minder waarde gaan hechten aan de klassieke katholieke idealen, maar heeft nog steeds een christelijke grondslag.
Bij tijd en wijle haalt de school de landelijke pers met een vorm van leerlingeninspraak die op De Breul al meer dan dertig jaar bestaat: de Vertegenwoordiging van Leerlingen in Benoemingsprocedures (VLIB). Leerlingen van de VLIB zitten, tezamen met leden van de vakgroep en de schoolleiding, bij de sollicitatiegesprekken en hebben daar een van de drie stemmen. Diezelfde VLIB organiseert een beoordeling van docenten in hun eerste jaar, door middel van enquêtes in drie klassen, in de eerste en tweede helft van het schooljaar. Op basis van de uitkomsten van de tweede beoordeling verstrekken de VLIB-leerlingen (die voor hun taak ook een training gehad hebben) de rector een onderbouwd advies: wel of geen vaste aanstelling voor de betreffende docent. Ook hierbij hebben zij een derde van de stemmen. Inmiddels is er op De Breul geen docent, conciërge, conrector of rector meer die niet op deze wijze aangenomen is.
De school telt ongeveer 1600 leerlingen.

## Oud-leerlingen
- Piet Aalberse lid Tweede Kamer der Staten Generaal voor de RKSP, voorzitter Tweede Kamer, minister, lid Raad van State, minister van Staat
- Vincent van der Burg lid Tweede Kamer voor het CDA
- Erik Brey, cabaretier
- Linda Duits, schrijfster, onderzoeker genderstudies
- Remco Dijkstra, lid Tweede Kamer voor de VVD
- Eva de Goede, hockeyinternational
- Fedde le Grand, diskjockey
- Haye van der Heyden, schrijver
- Frank Houben, Commissaris van de Koningin in Noord-Brabant
- Philip Houben, (jongste broer van Frank), burgemeester van Maastricht
- Erik Jurgens, lid partijbestuur KVP, lid Tweede Kamer voor de PPR later PvdA, lid Eerste Kamer voor de PvdA, emeritus hoogleraar mediarecht Rijksuniversiteit Limburg en emeritus-hoogleraar staats- en bestuursrecht, Vrije Universiteit Amsterdam
- Hans Kolfschoten lid Eerste Kamer voor de RKSP, minister van Justitie, burgemeester van Eindhoven en later ’s-Gravenhage
- Constant Kortmann Commissaris van de Koning(in)van Noord-Brabant
- Benk Korthals, lid Tweede Kamer voor de VVD, minister van Justitie en in Kabinet-Balkenende I minister van Defensie
- Harry van der Putt sigarenfabrikant, lid Tweede Kamer voor de RKSP, overleden in Bergen-Belsen
- Jan de Quay lid Eerste Kamer voor de RKSP en KVP, minister, minister-president, viceminister-president, Commissaris van de Koning(in)in Noord-Brabant
- Robert Regout S.J., jezuïet, hoogleraar volkenrecht en verzetsstrijder, omgekomen in Dachau
- Charles den Tex, schrijver
- Frans-Jozef van Thiel, lid Tweede Kamer voor de KVP, voorzitter Tweede Kamer, minister van Maatschappelijk Werk
- Everardus Wittert van Hoogland (1875-1959), lid van de RKSP, voorman van de katholieke sociale beweging
- Eloi Youssef leadzanger en gitarist bij Kensington

en diverse leden van de volgende families:
- Michiels van Kessenich
- Ruys de Beerenbrouck
- Regout
- Brenninkmeijer